# بندر کوهستک
بندر کوهستک، شهری در بخش بمانی شهرستان سیریک واقع در استان هرمزگان کشور ایران است. این شهر، مرکز بخش بمانی است. این شهر سابقاً روستا بوده و در تاریخ ۱۱ بهمن ۱۳۹۱ از روستا به شهر تغییر یافته‌است.
بندر کوهستک در ۳۵ کیلومتری شهر سیریک و میناب قرار دارد و دارای ساحلی زیبا است که در زمره یکی از زیباترین مناطق گردشگری شهرستان سیریک است.
علاوه بر ساحل این شهر، ساختمان گمرک بندر کوهستک یکی از مکان‌های دیدنی این شهر به حساب می‌آید که مربوط به دوره پهلوی دوم است، ساختمان این گمرک سه طبقه بوده و نشان از قدمت تجارت و صادرات در این شهر دارد. این مکان در تاریخ ۲۶ دی ۱۳۸۶ با شمارهٔ ثبت ۲۰۵۳۳ به عنوان یکی از آثار ملی ایران به ثبت رسیده‌است.

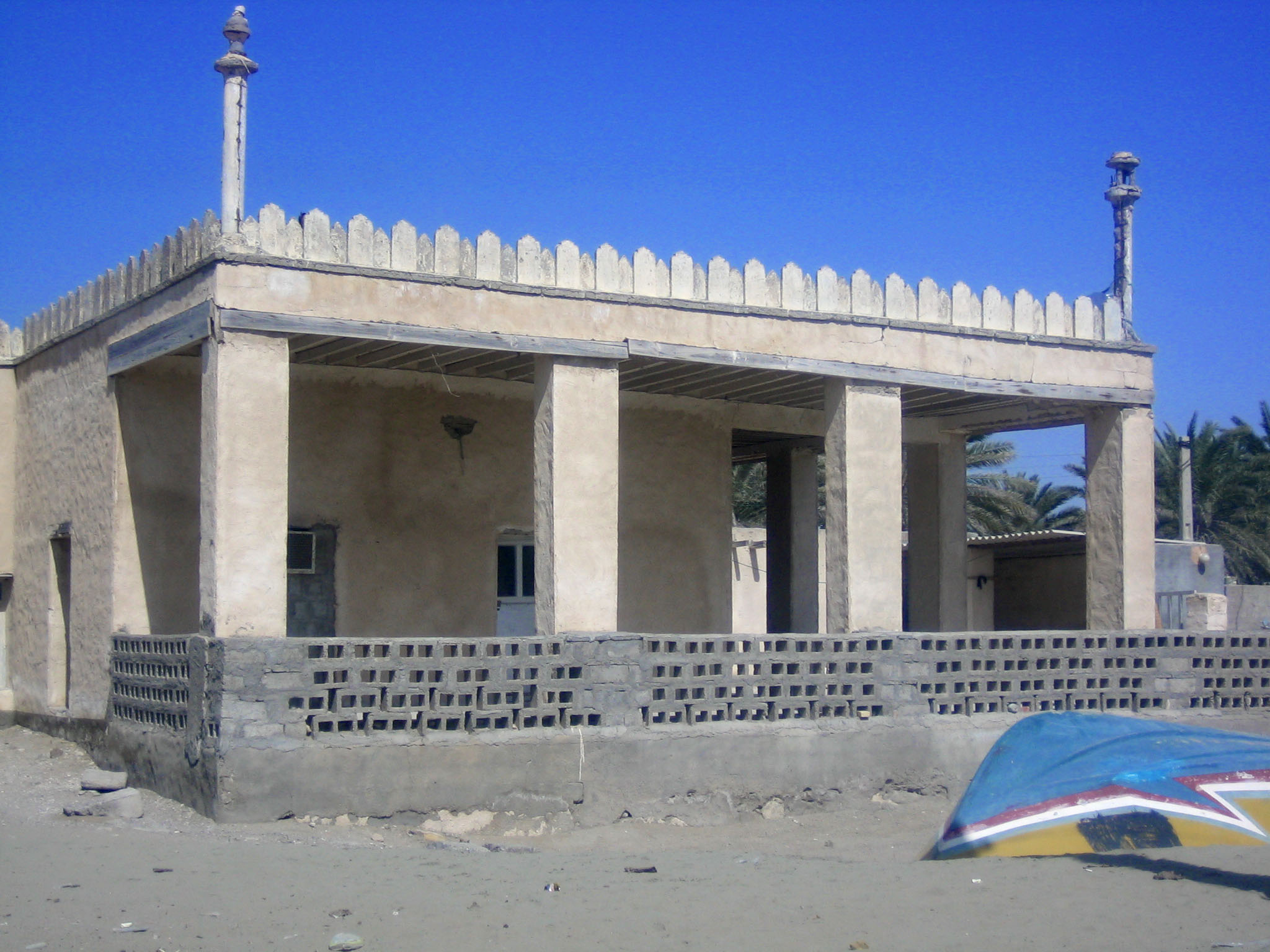
مسجد قدیمی کوهستک

## جمعیت
بر پایه سرشماری عمومی نفوس و مسکن در سال ۱۳۹۵، جمعیت شهر بندر کوهستک برابر با ۳٬۰۶۰ نفر (۷۴۶ خانوار) بوده‌است.